# 바르셀로나 SC
바르셀로나 스포르팅 클루브(Barcelona Sporting Club)는 에콰도르 과야킬의 축구 클럽으로, 1925년에 창단되었다. 현재 에콰도르 세리에 A에 참여하고 있으며, 에콰도르에서 유일하게 단 한번도 강등된 적 없는 축구단이다. 2020년 우승이 최근이며, 총 16회의 우승으로 에콰도르 최다 우승팀이다. 또한 코파 리베르타도레스 결승전에 올라선 최초의 에콰도르 축구팀이며, 결승전에는 두 번 올라선 적이 있다. 구단의 최대 라이벌은 CS 에멜레크로, 두 구단 간의 더비는 엘 클라시코 델 아스티예로라 불린다. 바르셀로나 SC의 홈 구장은 6만여석의 에스타디오 모누멘탈 이시드로 로메로 카르보로, 에콰도르에서 가장 커다란 규모의 경기장이다.
구단은 축구 이외에 농구, 볼링, 복싱, 수영, 배구, 테니스, 육상 등 다양한 스포츠 팀도 운영하고 있으며, 특히 농구팀은 에콰도르 농구 리그에서 2008년에 우승을 차지하기도 하였다.

## 역사

### 초창기: 1920~60년대

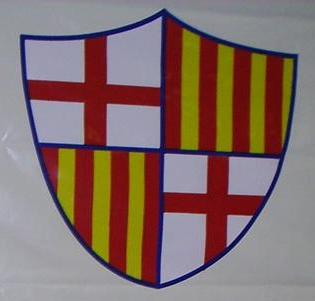
초창기 바르셀로나 SC 앰블럼

1925년 5월 1일 바르셀로나 데 과야킬은 스페인의 도시 바르셀로나 출신인 스페인 이민자 에우티미오 페레스에 의해 창단되었다. 구단의 명칭은 페레스의 고향인 바르셀로나를 그대로 붙였으며, 앰블럼 또한 바르셀로나의 시(市) 휘장을 차용하였다. 초창기 앰블럼은 1925년부터 2년 동안 사용되었으며, 1935년 바르셀로나 시의 휘장 문양을 원형으로 바꾸고, 뒤에 삼각형을 위치시켜 앰블럼을 변경하였다. 초창기 구단은 과야스 축구 협회(AFG)가 주관하는 아마추어 토너먼트에 참여하였다.
1940년대에 들어서면서, 콜롬비아의 대표적인 팀들인 데포르티보 칼리와 미요나리오스 FC를 꺾으며, 바르셀로나 SC는 남미에서 그 존재감을 나타내기 시작하였다. 1950년 AFG 아마추어 대회에서 첫 우승을 차지하였고, 해당 대회는 이내 프로 대회로 전환하였다. 프로 전환 이후에도 바르셀로나 SC는 강력함을 유지했으며, 1951년부터 1967년까지 다섯 차례 우승을 차지하였다. 이는 지역 라이벌 CS 에멜레크와 동률을 이룬 우승 횟수였다. 1955년 과야스 대회에서 우승을 차지한 이후, 구단은 FC 바르셀로나와 유사한 형태의 앰블럼으로 교체하였으며, 이 앰블럼은 현재까지 사용되고 있다. 바르셀로나 SC와 에멜레크는 지역 리그에서 뛰어난 성적을 거둔 것을 인정받아, 새롭게 탄생한 에콰도르 세리에 A에 초대받을 수 있었다.

### 코파 리베르타도레스 진출: 1970~80년대
에콰도르 세리에 A 첫 시즌에 바르셀로나 SC는 2위를 거두었으며, 1960년에 구단 역사상 첫 세리에 A 우승을 거두었다. 이 트로피를 들어올리면서, 에콰도르 역사상 최초로 코파 리베르타도레스에 진출하게 되기도 하였다.
1971년 코파 리베르타도레스에서는 당대 최강이었던 아르헨티나의 에스투디안테스 데 라플라타에게 밀려, 준결승에서 탈락의 고배를 마셨다. 1972년 코파 리베르타도레스에서 또다시 준결승까지 오르기도 하였다. 그러나 1972년 이후 바르셀로나 SC는 9년 동안 국내 리그 타이틀을 거두지 못했으며, 자연스럽게 코파 리베르타도레스와도 멀어지게 되었다.
1980년 바르셀로나 SC는 9년만에 리그 정상을 탈환하는 데에 성공하였으며, 이는 에콰도르 역사 상 첫번째로 10회 우승에 달성한 클럽으로 기록되었다.

### 남미 챔피언을 향하여: 1990년대
1990년 구단은 코파 리베르타도레스 우승이라는 목표를 세우고, 전방위로 전력 강화에 힘을 쏟았다. 아르헨티나 월드컵 대표인 마르셀로 트로비아니, 알베르토 아코스타와 우루과이의 마르셀로 사랄레기를 영입하였고, 에콰도르 국내파 선수들도 보강하기 시작하였다. 1990년 코파 리베르타도레스에서 다시 준결승에 오르게 되었고, 아르헨티나의 리버 플라테와 맞붙어 승부차기를 거쳐 마침내 결승전에 진출하는 데에 성공하였다. 상대는 파라과이의 클루브 올림피아였으나, 종합 3-1 패배를 당하며 우승컵을 들지는 못했다. 1992년 코파 리베르타도레스에서 칠레 최강 팀 콜로-콜로를 꺾고 또다시 준결승에 올랐으나, 텔레 산타나의 지휘하에 놓인 당대 최강 브라질의 상파울루 FC에게 패퇴하며 탈락의 고배를 마셨다.
1997년 바르셀로나 SC는 국내 리그 타이틀을 다시 거머쥐었고, 코파 리베르타도레스로의 진출에 성공하였다. 구단은 코파 리베르타도레스 결승전에 다시 오르는 데까지 성공하였다. 그러나 브라질의 CR 바스쿠 다 가마에게 1차전 원정 2-0패, 2차전 홈 1-2 패배를 당하며 또 다시 눈 앞에서 코파 리베르타도레스 우승을 놓치고 말았다.

### 라 레노바시온: 2000년대

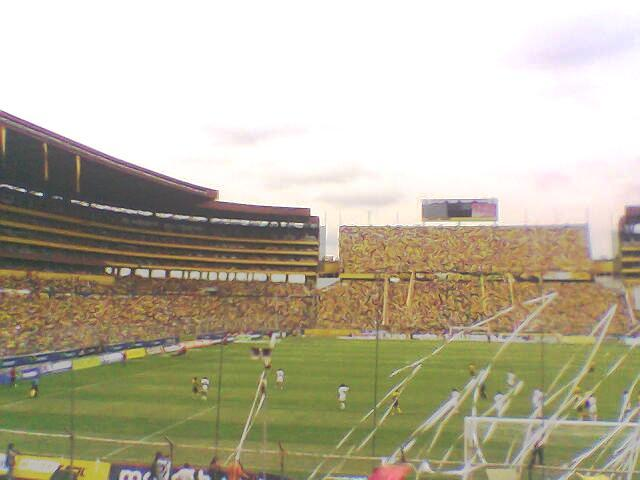
2006년 바르셀로나 SC의 홈 구장

1997년 리그 우승 이후 바르셀로나 SC는 14년 동안 한 차례도 우승을 하지 못하는 타이틀 가뭄에 시달렸다. 그럼에도 꾸준히 상위권에 들며, 세 차례의 준우승도 기록하기도 하였다.
2007년 에두아르도 마루리가 구단의 새로운 회장으로 추대되었으며, 안토니오 노보아가 부회장으로 추대되었다. 마루리와 노보아는 "개혁"(스페인어: La Renovación, 라 레노바시온)이라는 기치를 내걸고 에콰도르 최고의 선수들을 수집하기 시작하였다. 그럼에도 불구하고 2009 시즌에 바르셀로나 SC는 극심한 부진에 시달리며 강등의 위기까지 맛보게 되었다. 10월 3일 LDU 포르토비에호와의 경기에 7만여 명의 팬들이 홈 구장 에스타디오 모누멘탈 반코 델 피친차에 몰려들었고, 압도적인 팬들의 응원에 힘입어 2-0 승리를 거두며 가까스로 강등의 위기를 모면할 수 있었다.
2010년 마루리 회장은 개인적인 사정으로 회장직에서 물러났으며, 부회장이었던 노보아가 그 자리를 계승하였다. 노보아가 회장직에 있는 동안, 구단은 세리에 A에서 우승을 차지하며 14년 만에 무관 기록을 깨뜨렸다.

## 수상

### 국내 대회
- 에콰도르 세리에 A
  - 우승 (16회): 1960, 1963, 1966, 1970, 1971, 1980, 1981, 1985, 1987, 1989, 1991, 1995, 1997, 2012, 2016, 2020
- 캄페오나투 프로페셔날 데 과야킬
  - 우승 (5회): 1955, 1961, 1963, 1965, 1967
- 캄페오나투 아마퇴르 델 과야스
  - 우승 (1회): 1950

### 국제 대회
- 코파 리베르타도레스
  - 준우승 (2회) : 1990, 1998

## 선수 명단

### 현역
참고: FIFA 자격 규정에 따라 소속된 국가대표팀 국기를 표시합니다. 선수는 복수의 FIFA 비회원국 국적을 가지고 있을 수 있습니다.
| 번호 | 포지션 | 국적     | 이름            |
| ---- | ------ | -------- | --------------- |
| 3    | DF     |          | 루카 소사       |
| 5    | MF     | 우루과이 | 헤수스 트린다데 |
| 9    | FW     | 에콰도르 | 알렌 오반도     |
| 22   | MF     |          | 레오나이        |

| 번호 | 포지션 | 국적 | 이름              |
| ---- | ------ | ---- | ----------------- |
| 88   | DF     |      | 니콜라스 라미레즈 |

## 역대 감독
| 감독                 | 임기   |
| -------------------- | ------ |
| 루이스 쿠비야        | 2007   |
| 베니토 플로로        | 2009   |
| 루이스 디에고 로페스 | 2023 ~ |